# Dolmen de Cosquériou d'An Traon
Le dolmen de Cosquériou d'An Traon est un dolmen situé sur la commune de Bannalec, dans le département français du Finistère.

## Historique
Il est inscrit au titre des monuments historiques par arrêté du 16 août 1973.

## Description
Le dolmen ne dépasse du sol que d'un mètre. La table de couverture est une dalle en migmatite de forme ellipsoïdale de 3,20 m de longueur sur 2 m de largeur qui s'incline légèrement vers le chevet du dolmen. Elle repose sur trois orthostates en micaschiste délimitant une chambre très basse (0,40 m de hauteur au maximum) de forme trapézoïdale (grande base 1,20 m, petite base 0,95 m). Selon Jean L'Helgouach, il pourrait s'agir de la partie absidiale d'une allée couverte. 

## Folklore
Une tradition locale le dit fréquenté par des korrigans.